# Cimanggis
Cimanggis is een bestuurslaag in het regentschap Bogor van de provincie West-Java, Indonesië. Cimanggis telt 16.418 inwoners (volkstelling 2010).